# Hermann Clausen
Hermann Asmuss Clausen (* 24. Juli 1885 in Eggebek, Kreis Flensburg; † 12. April 1962 in Schleswig) war ein deutscher Politiker (SPD, SSW). Er vertrat den SSW im ersten Deutschen Bundestag.

## Leben
Nach dem Besuch der Volksschule trat Clausen in den Dienst der Deutschen Reichsbahn ein, wo er zuletzt im Range ein Reichsbahnobersekretärs tätig war. Von 1920 bis 1929 war er sozialdemokratischer Stadtverordneter in Schleswig. Zeitweise war er hier auch Stadtrat und Mitglied des Magistrats (bis 1933).
Aufgrund seiner politischen Betätigung in der Weimarer Republik stand Clausen nach 1933 unter Beobachtung der nationalsozialistischen Sicherheitsbehörden. Im Zuge der Aktion Gewitter wurde er im August 1944 verhaftet. Er war zunächst in Kiel inhaftiert, später im Konzentrationslager Neuengamme. Danker und Lehmann-Himmel charakterisieren ihn in ihrer Studie über das Verhalten und die Einstellungen der Schleswig-Holsteinischen Landtagsabgeordneten und Regierungsmitglieder der Nachkriegszeit in der NS-Zeit innerhalb der Gruppe der „oppositionell Gemeinschaftsfremden“ als Protagonisten der Arbeiterbewegung ein.
Von 1945 bis 1948 war Clausen zunächst ernannter, ab 1946 gewählter Bürgermeister von Schleswig. Ab 1945 gehörte Clausen dem Kreistag des Kreises Schleswig und ab 1948 auch wieder dem Schleswiger Stadtrat an. Wegen des nationalen, antidänischen Kurses der Schumacher-SPD verließ er im Juli 1946 die SPD und trat nach dem erfolglosen Versuch, eine Sozialdemokratische Partei Südschleswig zu gründen, 1948 dem SSW bei, dessen Vorsitzender er von 1950 bis 1955 war.
Am 2. Dezember 1946 wurde Clausen Mitglied des zweiten ernannten Landtags in Schleswig-Holstein und nach der Landtagswahl in Schleswig-Holstein 1947 bis 1950 des Landtages von Schleswig-Holstein. Im Landtag war er als Stellvertreter des ersten Schriftführers Mitglied im Präsidium.
Von 1949 bis 1953 war er auch Mitglied des Deutschen Bundestages. Er wurde über die SSW-Landesliste Schleswig-Holstein gewählt und gehörte als einziger Vertreter seiner Partei dem Bundestag zunächst als fraktionsloser Abgeordneter an. Am 23. Januar 1952 schloss er sich dann der Fraktion der Föderalistischen Union (FU) an.
Clausen war verheiratet.

## Ehrungen
Nach ihm ist die Hermann-Clausen-Straße in Schleswig benannt.

## Veröffentlichungen
- Der Aufbau der Demokratie in der Stadt Schleswig nach zwei Weltkriegen. Flensburg 1966.